# Hendrik van Heuraet
Hendrik van Heuraet (Haarlem, 1633 - Leiden, 1660?) was een Nederlandse wiskundige. Hij was een van de leerlingen van Frans van Schooten en leverde samen met Johannes Hudde en Johan de Witt een bijdrage aan van Schootens uitgebreide uitgave van de Geometrica van René Descartes. Hij wordt gezien als een van de grondleggers van de integraalrekening.
Hendrik van Heuraet begon in 1653 een studie medicijnen aan de universiteit van Leiden, maar schakelde over op wiskunde onder invloed van zijn leermeester Van Schooten. Behalve Hudde en De Witt was ook Christiaan Huygens een medestudent.
Van het leven van Van Heuraet is verder weinig bekend, behalve dat hij in 1658 in Saumur is geweest.
Van Schooten had in Leiden een groep getalenteerde wiskunde studenten verzameld die een grote impuls gaf aan de ontwikkeling van de Cartesiaanse meetkunde in het midden van de 17e eeuw.
Van Schooten redigeerde een Latijnse vertaling van Descartes' La Géométrie in 1649 en gaf deze uit. Een tweede uitgave in twee delen van hetzelfde werk (1659-1661) bevatte aanhangsels van de hand van De Witt, Hudde en Van Heuraet.
In deze enige uitgave die we van Van Heuraet kennen, berekent hij de integraal:
{\displaystyle \mathrm {booglengte} =\int _{a}^{b}{\sqrt {1+[f'(x)]^{2}}}\,dx.}
en past hij deze methode toe op de parabool. Zijn methode om de booglengte te benaderen was ook onderdeel van een meer algemene theorie van Fermat die onafhankelijk en rond dezelfde tijd werd gepubliceerd.